# NGC 7225
NGC 7225 este o galaxie situată în constelația Peștele Austral. A fost descoperită în 30 iulie 1834 de către John Herschel.